# Gniebitz
Gniebitz ist ein Weiler von Falkenberg, einem Ortsteil der Gemeinde Trossin im Landkreis Nordsachsen in Sachsen.

## Lage
Zwischen Trossin und Falkenberg liegt mitten in der Feldmark der Weiler Gniebitz an der Kreisstraße 8901.

## Geschichte
Der Weiler wurde erstmals 1223 urkundlich erwähnt. 1510 lag er wüst und wurde auch 1601 als wüste Mark erwähnt. Im 16. Jahrhundert bis zum 18. Jahrhundert wurde das Land wieder von Bauern bewirtschaftet und der Weiler wieder aufgebaut.